# Téli álom
A téli álom (adaptív hipotermia) egyes állatfajoknak (például rovarok, kétéltűek, hüllők és egyes emlősök) - a mérsékelt és a hideg égövön a téli hónapokban kialakuló nyugalmi állapota, amely élettanilag jelentősen eltér a normál éjszakai alvástól. A téli álom kialakulásának elsősorban a táplálék szűkössége az oka, és nem a hideg. 
A testhőmérséklet-csökkenésnek két fajtája van, a torpor és a hibernáció. Az állatok fajtól függően egyiket vagy a másikat alkalmazzák.
A torporban az állat csökkent testhőmérsékletű (hipotermiás) állapotba kerül, és ezt viselkedésbeli inaktivitás kíséri. A torport külső és belső jelzések együttese szabályozza. A torpor általában rövid időszakra (például éjszakára) bekövetkező állapot. A hibernáció vagy téli álom tulajdonképpen a torpor tartós és mély állapota, amelynek kezdetét és végét belső jelek szabályozzák a külső évszakváltozás jelzéseivel összhangban.

## A téli álom folyamata
A téli álomba merülés előtt a legtöbb állat fokozott táplálkozással nagy mennyiségű zsírt halmoz fel a testében s az alvás idején az ebből származó energiával tartja fenn életét.
A téli álom alatt minden szerv működése a minimálisra csökken. Az alvás mélységének fokozódásával csökken a légvételek száma, intenzitása, a szívfrekvencia, valamint csökken az anyagcsere is, amely az ébrenléti állapotban megszokottnak csupán két százalékát teszi ki.
A téli álom az anyagcsere intenzitásának olyan mértékű lecsökkenésével jár, hogy a téli álmot alvó állat szinte tetszhalott állapotba kerül, és a testhőmérséklete is lecsökken 4 °C körüli értékre. A medvék nem alszanak igazi téli álmot a kifejezés ilyen értelmében, azonban a mérsékelt égövben ezek az állatok jóval kevésbé aktívak a téli időszakban, mint a kedvezőbb időjárású évszakokban. A medvék anyagcseréje 25%-kal lesz lassabb, a testhőmérsékletük 7-8°C-kal süllyed, a szívverésük percenként 40-50-ről 7-8-ra. Más állatokkal ellentétben viszonylag éberek maradnak, külső inger hatására könnyen felébrednek.
A testhőmérséklet a külső hőmérséklet csökkenésével folyamatosan süllyed, de csak egy bizonyos határig. Ez a határ a fajra jellemző minimális hőmérséklet: ha az állat hőmérséklete ez alá csökken, akkor egy biológiai mechanizmus előbb zsírt éget el, hogy hőt termeljen és ha a hőmérséklet továbbra is túl alacsony marad, az az állatot felébreszti. 
A téli álom kialakulása hormonálisan meghatározott, elsősorban a pajzsmirigy hormontermelésének függvénye. A hormontermelés apadásakor az anyagcsere aktivitása is csökken, ami a téli álom kialakulásához vezet.
Téli álom alatt az emésztőrendszer táplálkozás hiányában leáll, nincs ürüléktermelődés, azonban karbamid mindig keletkezik (ez a vizelet fő alkotórésze). Egyes állatok emiatt rövid időre felébrednek és vizeletet ürítenek, mások, például a medvék tovább alszanak, és a karbamidot aminosavakká alakítják. A kiszáradás ellen úgy védekeznek, hogy a szervezetük a tárolt zsír egy részéből vizet állít elő.
A téli álmot alvó állatok egy speciális zsírral is rendelkeznek, amiből hőt nyernek, ez a barna zsír (a normál zsír fehér színű). A normál zsír több lépésben bomlik le, ami hideg időben az izmok remegése által energiát szolgáltat, így az állat hőt termel magának. A barna zsír ezzel szemben közvetlenül oxidálható a mitokondrium nevű sejtszervecskén keresztül, így közbenső lépések és remegés nélkül termel hőt.

## Különféle téli álmok
A rovarok, hideg vérű (kétéltűek, hüllők) és meleg vérű (emlősök) állatok más-más módon alszanak téli álmot. Az ízeltlábúak, kétéltűek és hüllők megfelelő hőmérsékletű rejtekhelyet keresnek, életfunkcióikat lecsökkentik, és megmerevednek (hibernálódnak). 
Az emlősök között is változatos a téli álom lezajlása. Vannak olyan állatok, amelyek rengeteg élelmet halmoznak fel, de téli álmukból néha felébrednek enni, ilyenek például a mókusfélék. A mókusokra jellemző az is, hogy egy-egy felébredés alkalmával vizeletet is kibocsájtanak a szervezetükből. Vannak, akik teljesen hibernálódnak a kétéltűektől és hüllőktől eltérő módon úgy, hogy nem megmerevednek, hanem életfunkcióikat lecsökkentik, a nyáron felhalmozott zsírkészletüket égetik el. Ilyenek például az ürgék, hörcsögök és sünök. 
A téli álom az emlősfajoknál az evolúciós fejlődés során szükségszerű alkalmazkodás volt az évszakváltás okozta táplálékhiányhoz - a szűkös, élelemben szegény időszak átvészelésére az állatok előzőleg komoly zsírtartalékot halmoznak fel, majd testük működését „energiatakarékos üzemmódra” állítják.

## Medvék téli álma
Az európai barnamedve (Ursus arctos) normális időjárási körülmények között október és december között tér téli álomra, amelyből a márciustól májusig tartó időszakban ébred attól függően, hogy élőhelyére mikor érkezik meg a tavasz. A medvék téli álma némiképp eltér a többi emlősfajétól: a különféle rágcsálókkal - pelékkel, ürgékkel, sünökkel - és a denevérekkel ellentétben, amelyek a normális 37-39 Celsius-fokos testhőmérsékletről 1-9 Celsius-fokra váltanak, a medvék álma nem jár hibernálódással. Testük nem hűl le drasztikusan, szívverésük, lélegzetvételük azonban nagy mértékben lelassul, miközben szinte minden testi tevékenységük zavartalanul működik tovább. A vemhes nőstények méhében a magzatok szabályosan növekednek, a kicsinyek megszületnek, majd a szoptatásuk is téli álomban történik. Egyetlen életfunkciójuk szünetel: a táplálkozás. A medvék a téli álom alatt testsúlyuk akár 25%-át is elveszíthetik. 
Azok a biológusok, akik évek óta kutatják a nagytestű állatok viselkedését az Ibériai-félszigeten, arra a megállapításra jutottak, hogy nem szenderülnek téli álomra a medvék az észak-spanyolországi hegyekben. Esetükben a téli álom elmaradása a globális klímaváltozás következménye lehet.
A spanyol Fundación Oso Pardo évek óta végez megfigyeléseket, arra keresve a választ, miként változnak a barnamedvék téli viselkedési szokásai. Tapasztalatuk szerint az északnyugat-spanyolországi Kantábriai-hegység területén élő közel 130 barnamedve évek óta nem tér téli álomra. Ez főként a bocsaikat nevelő nőstényekre igaz, melyek az enyhe időjárásnak köszönhetően még könnyedén találnak bogyós gyümölcsöt, makkot és mogyorót a hegyoldalakon.
Az állatkertekben, ahol a medvék takarmányellátásáról folyamatosan gondoskodnak, nincs effajta nyugalmi periódus, ezért az állatkerti medvék télen is folyamatosan aktívak.
A minnesotai és wyomingi egyetemek orvosai és zoológusai a minnesotai természetvédelmi minisztérium szakembereivel közösen 25 éven át 1000 fekete medvét követtek nyomon, jeladóval ellátott nyakörvek segítségével, eközben viselkedésüket és egészségi állapotukat figyelték, így észrevettek egy meglepő gyógyulási képességet: a vadászat során, balesetben vagy egymással való harcban szerzett sebek a tél beállta előtt gyakran elfertőződtek vagy begyulladtak, de néhány hónappal később, a hibernáció elmúltával a legtöbb sebet tökéletesen gyógyult állapotban találták.

## A téli álom és az alvás
A téli álom nem nevezhető „hosszú alvás”-nak vagy hasonlónak. Téli álom alatt drasztikus fiziológiai változások is végbemennek az adott állat szervezetében. Ezek közül a legfontosabb a test hőmérsékletének nagy mérvű csökkenése. 
Alvás közben elsősorban az agy elmebeli állapota módosul, elsősorban az agyhullámok jellegzetessége változik meg. Fiziológiai változások is végbemennek, például a test hőmérséklete lecsökken, kevesebbszer ver a szív, és a légzésszám is kisebb, de ezek a változások jóval kisebb mértékűek, mint ami téli álom esetén megfigyelhető. Az alvásból viszonylag könnyű felébredni, még a legmélyebb alvásból is, legalábbis az ébredési folyamat pár perc alatt végbemegy, aminek a végén az alany már valamennyire tudatában van a környezetének és annak egyes ingereire reagálni tud. Téli álom esetén az agyhullámok jellege inkább az éber állapotnak felel meg, mint az alvásnak (bár erősségük kisebb). Amikor az állat magához tér a téli álomból, alváshiány jeleit mutatja, és pár napig többet alszik, hogy behozza a lemaradást.

## Hasznosításának lehetősége
Egyes kutatók egereken végeztek olyan kísérletet, hogy hidrogén-szulfid adagolásával téli álomhoz hasonló állapotot hoztak létre. Az így szerzett ismeretek hasznosíthatók lehetnek balesetet szenvedett sérültek állapotának stabilizálásában, illetve lassítható egyes betegségek lefolyása. Ugyancsak hatékonyabbá tehető a besugárzásos rákterápia, mivel csökkenti az egészséges sejtek oxigéntől való függőségét.
Egyes kutatók úgy vélik, hogy minden állat (beleértve az emberi fajt is) rendelkezik a téli álom képességével, amit bizonyos körülmények előidéznek. Az ember esetén erre egyelőre nem áll rendelkezésre bizonyíték, csak ellenőrizetlen történetek.